# Wein

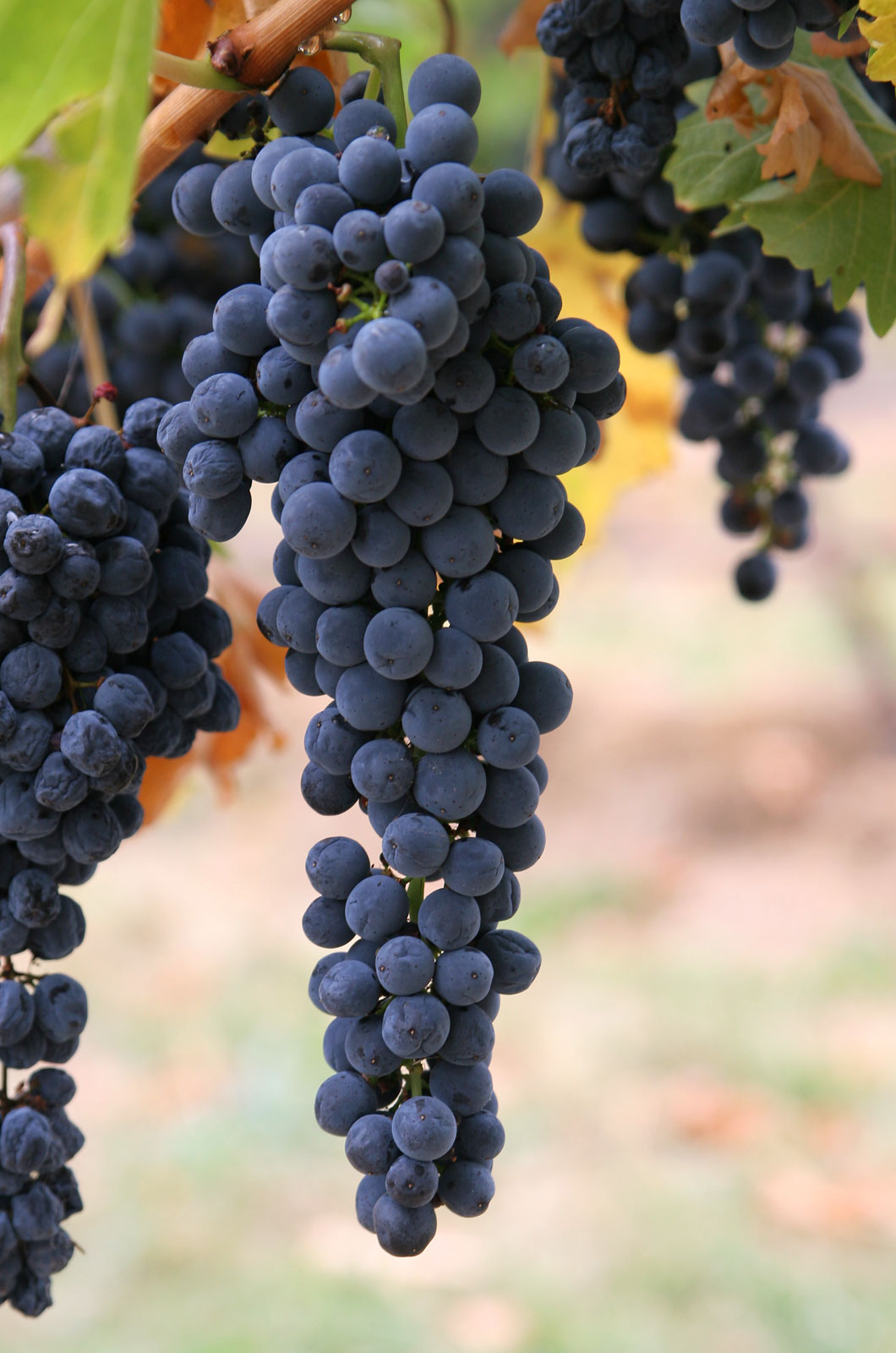
Wein ist ein Kulturprodukt, hergestellt aus dem vergorenen Saft der Weintraube.

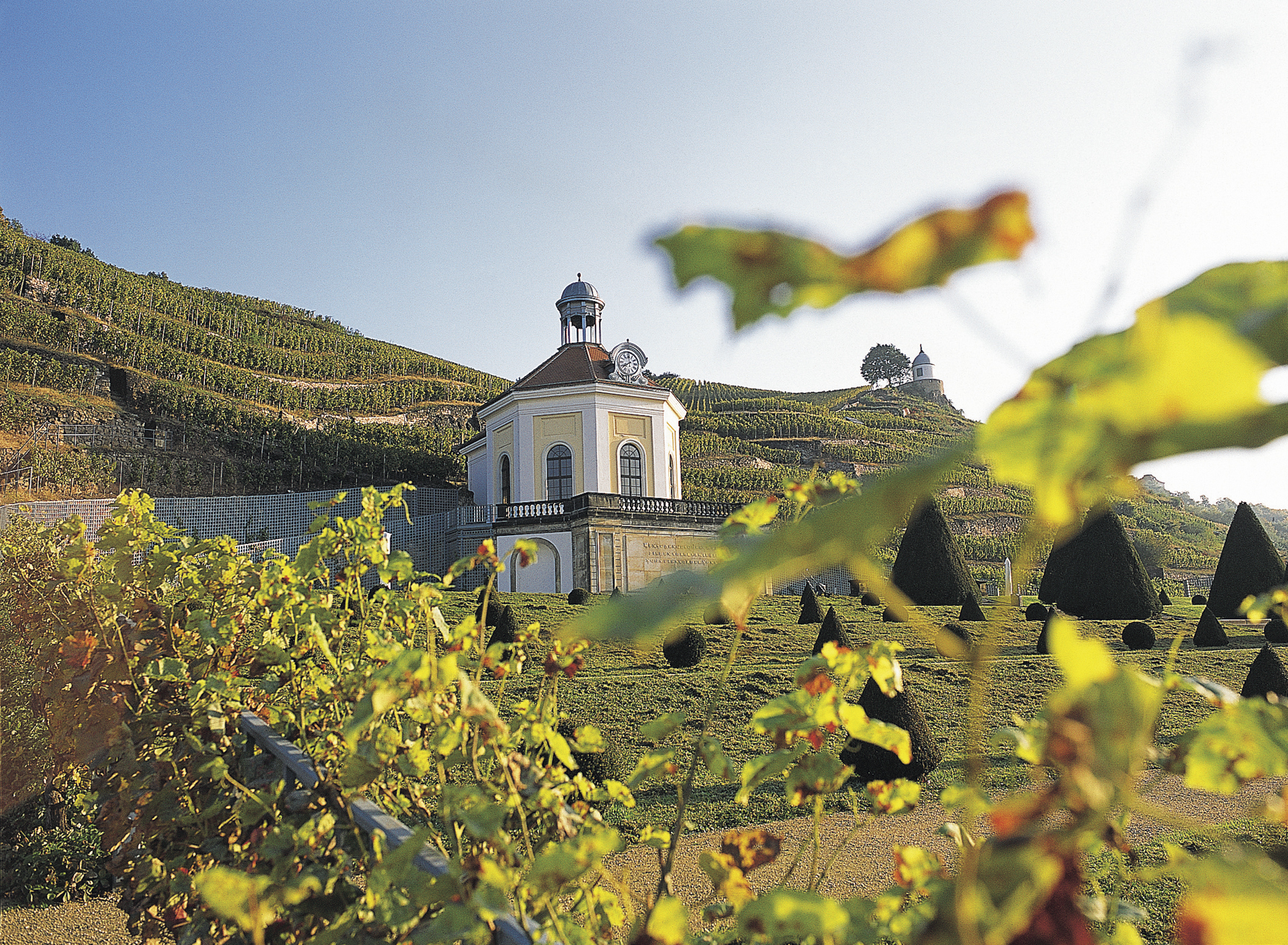
Wo Wein kultiviert wird, sind oft einzigartige Kulturlandschaften entstanden: Nachhaltige Gefüge von Kultur (Foto: Radebeul) …

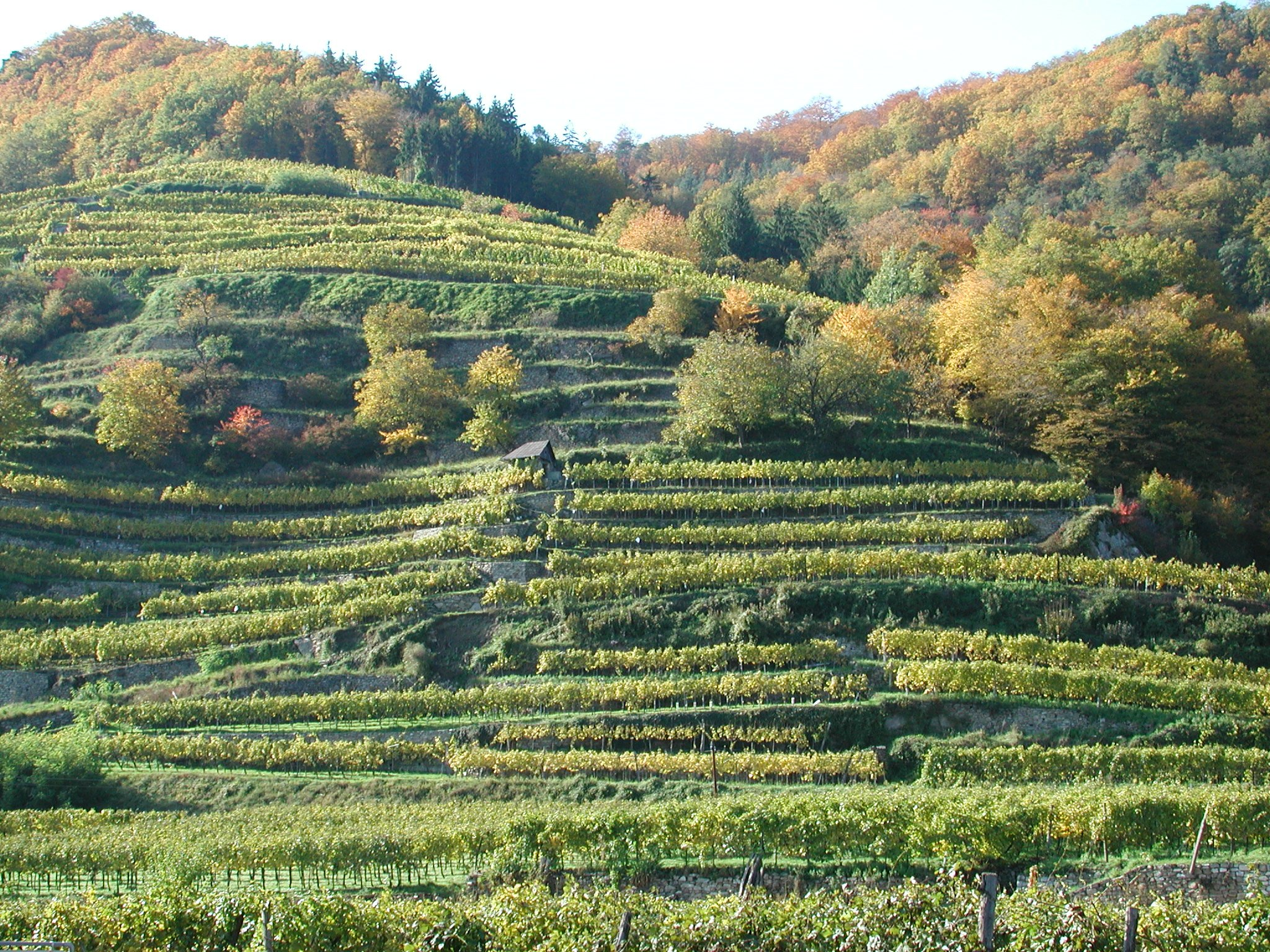
… und Landschaft (Foto: Wachau).

Wein (über mittelhochdeutsch und althochdeutsch wīn aus lateinisch vinum) ist ein alkoholisches Getränk aus dem vergorenen Saft der Beeren der Edlen Weinrebe (Vitis vinifera). Wein ist ein Genuss- und Rauschmittel. Durch spezifische önologische Ausbaumethoden kommt es bei der Lagerung zu zahlreichen biochemischen Reifeprozessen, die sehr vielfältig sein können und auch dazu führen, dass manche Weine jahrzehntelang reifen und haltbar sind.
Die häufigsten Weine sind Rot- und Weißweine sowie Roséweine. Schaumwein (Sekt, Cava, Champagner) entsteht aus Wein während einer zweiten Gärung. Gering schäumende Weine werden als Perlweine bezeichnet (Prosecco frizzante, Secco). Dabei wird in der Regel dem Wein das Kohlendioxid technisch zugesetzt.
Die für die Weinherstellung benötigten Beerenfrüchte wachsen in traubenartigen, länglichen Rispen an der Weinrebe (Vitis vinifera). Sie stammen überwiegend von ihrer Unterart ab, der europäischen Edlen Weinrebe Vitis vinifera subsp. vinifera. Da diese zu den nicht reblausresistenten Rebenarten gehört, wird sie zum Schutz vor der Reblaus auf teilresistente Unterlagen (Wurzeln) der wilden Rebarten Vitis riparia, Vitis rupestris, Vitis berlandieri bzw. deren interspezifischen Kreuzungen (Hybridreben) gepfropft.
Fachausdrücke zum Thema Wein werden im Artikel Weinsprache erläutert.

## Definitionen

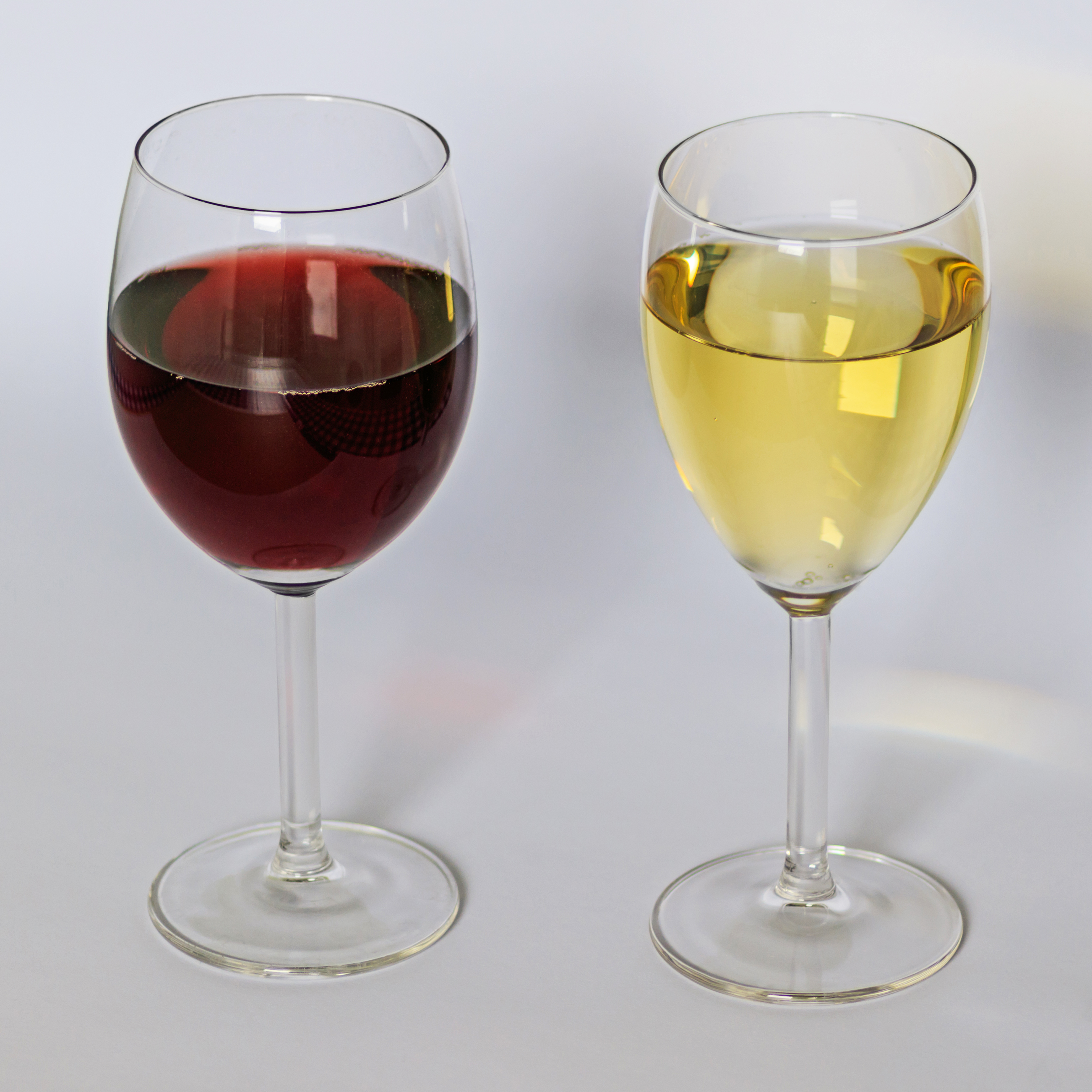
Ein Glas Rotwein und ein Glas Weißwein

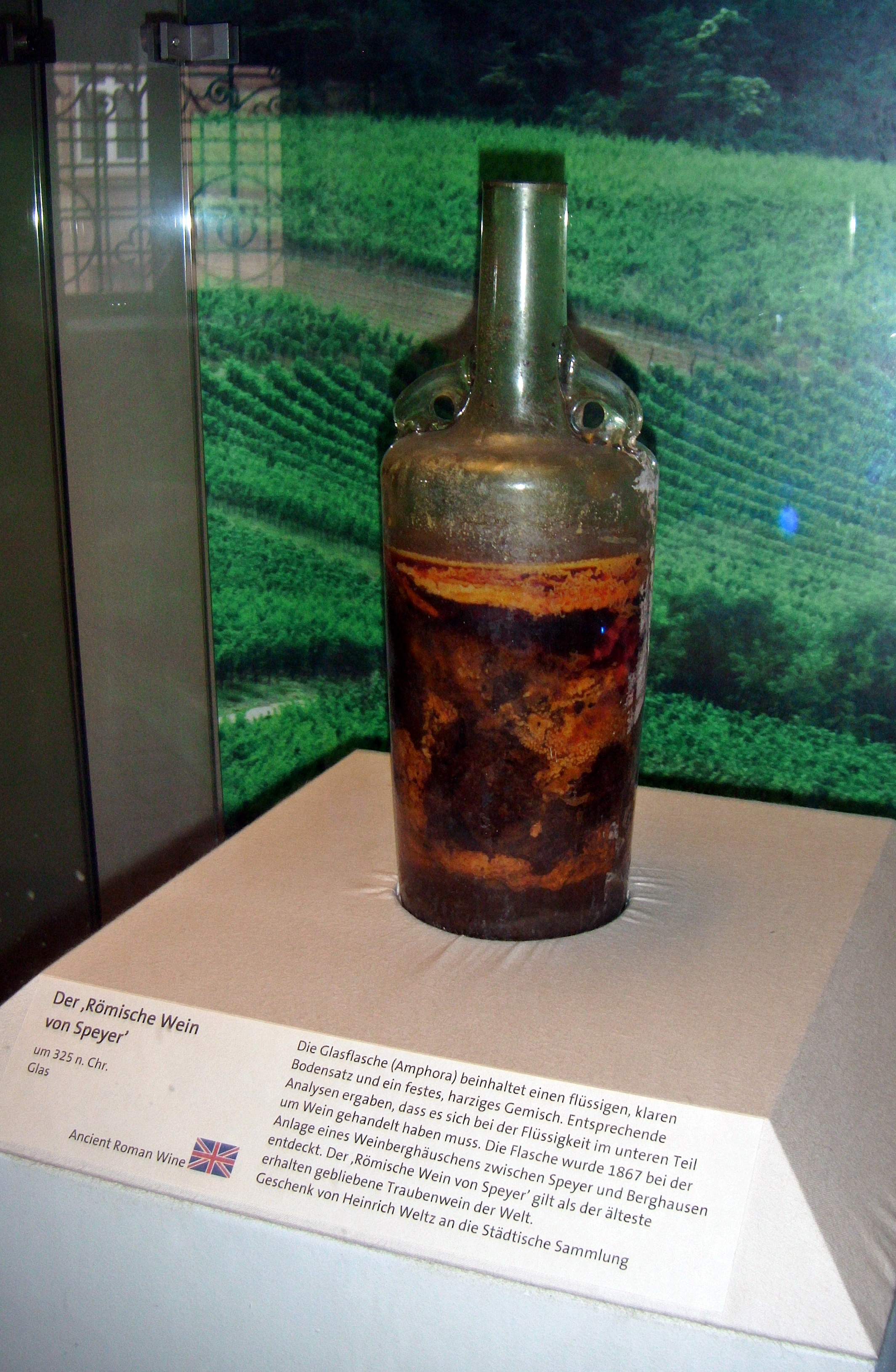
Römischer Wein, Speyer um 325, Bodenfund 1867, gilt als ältester erhaltener Traubenwein der Welt (Historisches Museum der Pfalz, Speyer)

- Handelsbezeichnung Wein: Nur ein Getränk, das von Früchten der Weinrebe stammt, darf die Handelsbezeichnung „Wein“ (ohne weitere Erklärung) tragen. Laut der Gesetzgebung in der EU muss ein Wein mindestens 8,5 Volumenprozent Alkohol enthalten.
- Als Weine im weiteren Sinne werden auch bezeichnet:
  - Likörweine oder verstärkte Weine: Bei verstärkten Weinen wird der Alkoholgehalt in der Regel durch eine Zugabe von Weinbrand (Aufspritung) erhöht. Da die Hefen bei 17,5 Volumenprozent Alkohol absterben, kann die Gärung gestoppt werden und die Restsüße bleibt erhalten. Zu den verstärkten Weinen zählen u. a. Madeira, Marsala, Sherry, Portwein, der Vin Doux Naturel Banyuls und der Schweizer Gletscherwein.
  - Schaumweine: Als Schaumweine – wegen des Gehaltes an perlendem Kohlendioxidgas mit einem Druck von mehr als 3 bar – gelten der französische Crémant und Champagner, der deutsche Sekt und der Winzersekt, der spanische Cava sowie der italienische Spumante. Aufgrund eines Drucks von weniger als 2,5 bar in der Flasche werden der deutsche Perlwein, der französische vin pétillant und der italienische Frizzante als halbschäumender Wein bezeichnet.
  - Nicht ausgegorener Wein: Wein, der noch während der Gärungsphase getrunken wird, ist unter dem Oberbegriff Neuer Wein als Federweißer, Federroter, Sauser, Sturm, Bremser oder dergleichen im Handel.
- Weinhaltige Getränke enthalten außer Wein noch andere Stoffe – zur Aromatisierung oder zur Verdünnung. Zu den weinhaltigen Getränken gehören Sangría, Vermouth, Weinschorle (in Österreich auch Gespritzter oder G'spritzter genannt).
- Weinähnliche Getränke sind solche, die nicht aus dem Saft der Beeren der Weinrebe hergestellt werden, sondern aus dem fruchtzuckerhaltigen Saft anderer Früchte oder aus sonstigen zuckerhaltigen Grundstoffen, wie Obstwein, Met (aus Honig), Rhabarber-Wein. Weine aus anderen Früchten als Weintrauben müssen immer den Namen der vergorenen Frucht enthalten (beispielsweise Wein aus Äpfeln = Apfelwein). Vergorene Erzeugnisse aus stärkehaltigen Grundstoffen wie Reiswein werden nicht als weinähnliche Getränke bezeichnet.

## Etymologie
„Wein“ ist ein klassisches Wanderwort, das im ganzen mediterranen Raum verbreitet war. Das arabische wayn, das lateinische vinum, das griechische οἶνος [oínos] bzw. *ϝοῖνος [woínos] – von myk. wo-no – sind miteinander verwandt, ohne dass man folgern könnte, aus welcher Sprache es ursprünglich stammt. Vermutlich kann eine ähnliche Verbindung zum georgischen Wort ღვინო [ghwino] gezogen werden. Zu beachten ist, dass nur das georgische Wort Ghwino eine andere Bedeutung hat und „siedende“ bedeutet.
Das hochdeutsche Wort Wein (aus althochdeutsch wîn oder winam) sowie engl. wine, walisisch gwin und irisch fíon sind alle gemeingermanisch aus lat. vinum bzw. provinzlateinisch vino entlehnt, während franz. vin (vgl. altfranzösisch li vins) direkt auf das lateinische Wort zurückgeht. Dies erklärt sich durch den Umstand, dass sowohl Germanen als auch Kelten erstmals über die Römer in größerem Umfang mit Wein in Berührung kamen und somit das lateinische Wort übernahmen.
Über spätere Handelsbeziehungen gelangte der Begriff des Weins von den Germanen bis zu den Slawen (siehe das russische Wort vinó) und bis zu den Balten, wobei beispielsweise in Litauen das Wort vynas und in Lettland das Wort vins bekannt ist.
Das lateinische vinum ist wahrscheinlich aus einer mediterranen oder pontischen Sprache entlehnt.

## Geschichte

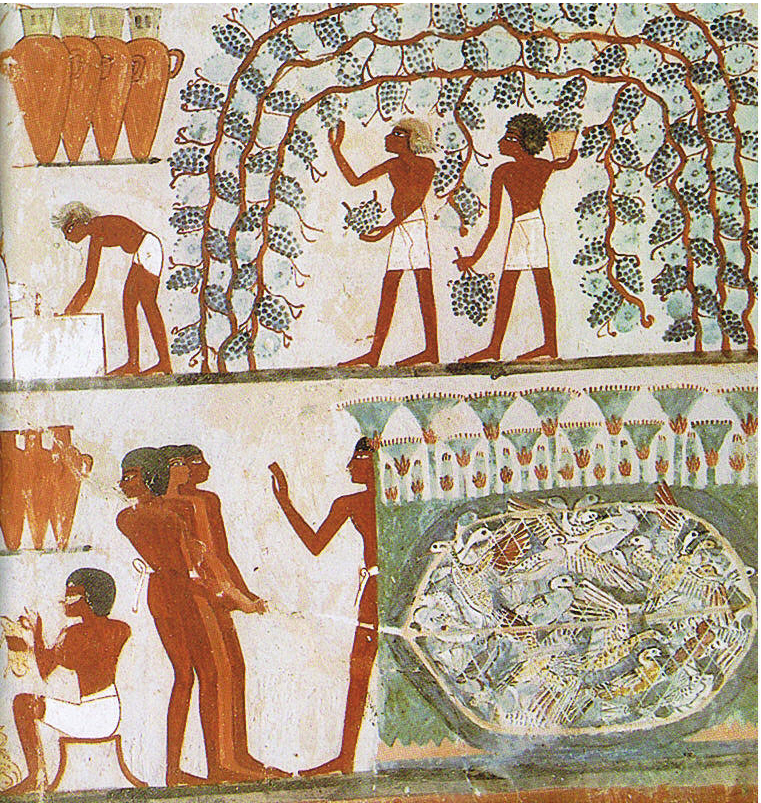
Weinlese im Alten Ägypten, Grab des Nacht (TT52)

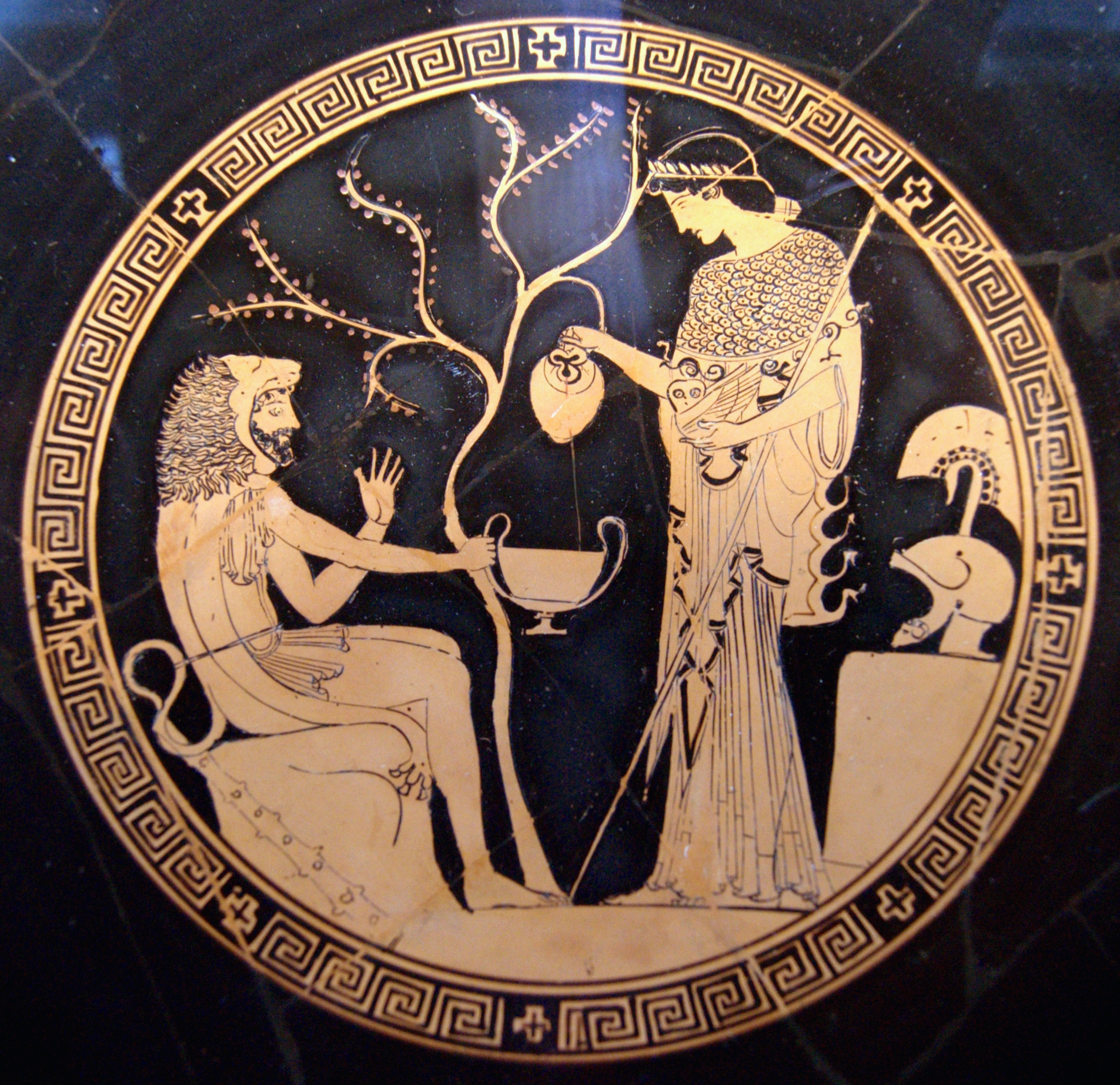
Wein und Götter: Athene füllt aus einer Oinochoe Wein in den Kantharos des Herakles; Tondo einer attisch-rotfigurigen Trinkschale des Python und Duris, um 480/70 v. Chr.

Im Altertum erfuhr der Weinanbau eine erhebliche Beachtung und Ausbreitung. Weinbau wurde schon seit dem 6. Jahrtausend v. Chr. in Vorderasien betrieben. Georgien sowie das heutige Armenien gelten als die Ursprungsländer des Weines.
Der Wein spielte seit dem Altertum als landwirtschaftliches Erzeugnis eine bedeutende Rolle, sowohl in der Wirtschaft als auch in der Medizin sowie im sozialen und rituellen Leben. Insbesondere aber war und ist er ein Symbol zahlreicher Mythologien und Religionen.

### Antike Mythologie
Wein war und ist ein wesentlicher Bestandteil ritueller Praktiken in verschiedenen Kulturen. Die im Weingenuss gesuchte Ekstase wurde als etwas betrachtet, das Nähe zu einer Gottheit schaffen kann.
In der antiken Mythologie waren es Osiris (Ägypten), Dionysos (Griechenland), Bacchus (römische Mythologie) oder Gilgamesch (Babylonien), die den Wein und den Weingenuss repräsentierten.
In der griechischen Antike war der Wein ein Gegenstand religiöser Verehrung und Sinnbild der Kultur. Er stand im Mittelpunkt der Kulte und Mysterien des griechischen Gottes Dionysos. Die Bedeutung des Weines im antiken Kulturraum spiegelt sich auch in den Festen, die zu seinen Ehren abgehalten wurden: Im Dezember feierte man die Lenäen, das Fest der Weinpresse. Dabei wurde Dionysos der neue Wein geopfert. Im Februar folgten die Anthesterien, wo der Wein der letzten Ernte gekostet wurde. Wein war zudem wichtiger Teil des griechischen und römischen Libationsopfers. Dabei wurde Wein direkt auf die darzubringenden Opfer, auf die Erde oder ins Feuer verspritzt. Die Römer verehrten Bacchus als Gott des Weines. Die Herstellung des Weines war von religiösen Normen bestimmt: Priester setzen die Tage des Erntebeginns fest. Selbst das Stutzen der Rebstöcke war eine religiöse Pflicht. Der Wein war auch ein wichtiger Bestandteil religiöser Feste im Alten Rom, so zum Beispiel beim Frauenfest der Bona Dea, Göttin der weiblichen Fruchtbarkeit.

### Antike und mittelalterliche Medizin
Neben Öl, Wasser und Essig wurde Wein aufgrund seines Alkoholgehalts seit Anbeginn seiner Entdeckung auch in der Medizin vielfach eingesetzt. Sehr früh und gerne nutze man Wein auf diesem Gebiet als Desinfektionsmittel für Wunden, einen Rauschzustand auslösend als eines der ersten Schmerzmittel und bediente sich seiner besonders im Mittelalter als Konservierungsmittel sowie zur Herstellung von einfachen Arzneien, Tinkturen und Extrakten.
Im Allgemeinen schrieb man Wein, wie zahlreiche mittelalterliche Enzyklopädien belegen, ausgehend von der Antike, eine sogenannte „feurige Natur“ zu und sagte ihm nach verdauungsfördernd, harntreibend und reinigend auf den Körper einzuwirken. Seine medizinische Anwendung im Zusammenhang von Arzneien ist sehr ausführlich unter anderem im 12. Jahrhundert in den Schriften der Äbtissin Hildegard von Bingen belegt. Abgesehen von Konservierungszwecken wurde Wein in Kombination von Kräutern und Mineralien im Mittelalter durch Einlegen, Bedampfen und anderen zum Teil komplexen Extraktionsverfahren zur Herstellung von einfachen Arzneimitteln eingesetzt.
Mit der Entdeckung verbesserter Destillationsverfahren zur Gewinnung von reinem Alkohol wurde Wein spätestens seit der Neuzeit in der Medizin aber weitestgehend abgelöst.

### Jüdische und christliche Religion

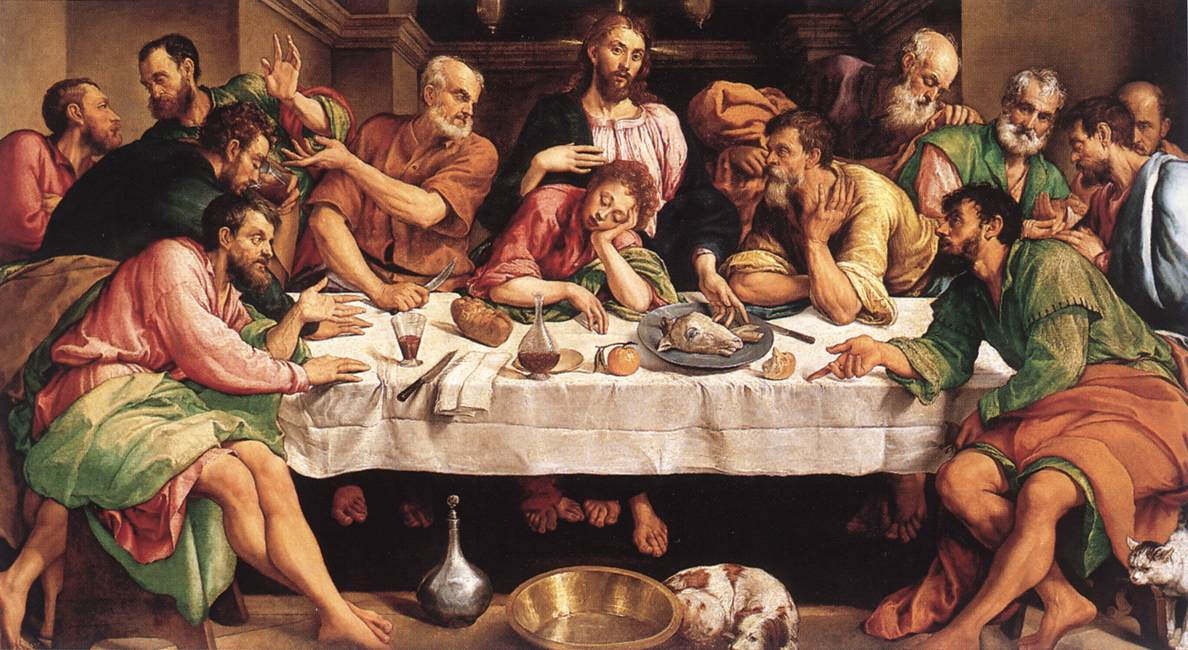
Abendmahls-Szene: Wein ist auch religiöses Symbol der Erlösung. Das Christentum hat die Entwicklung und Verbreitung von Weinbau und -kultur besonders gefördert und geprägt.

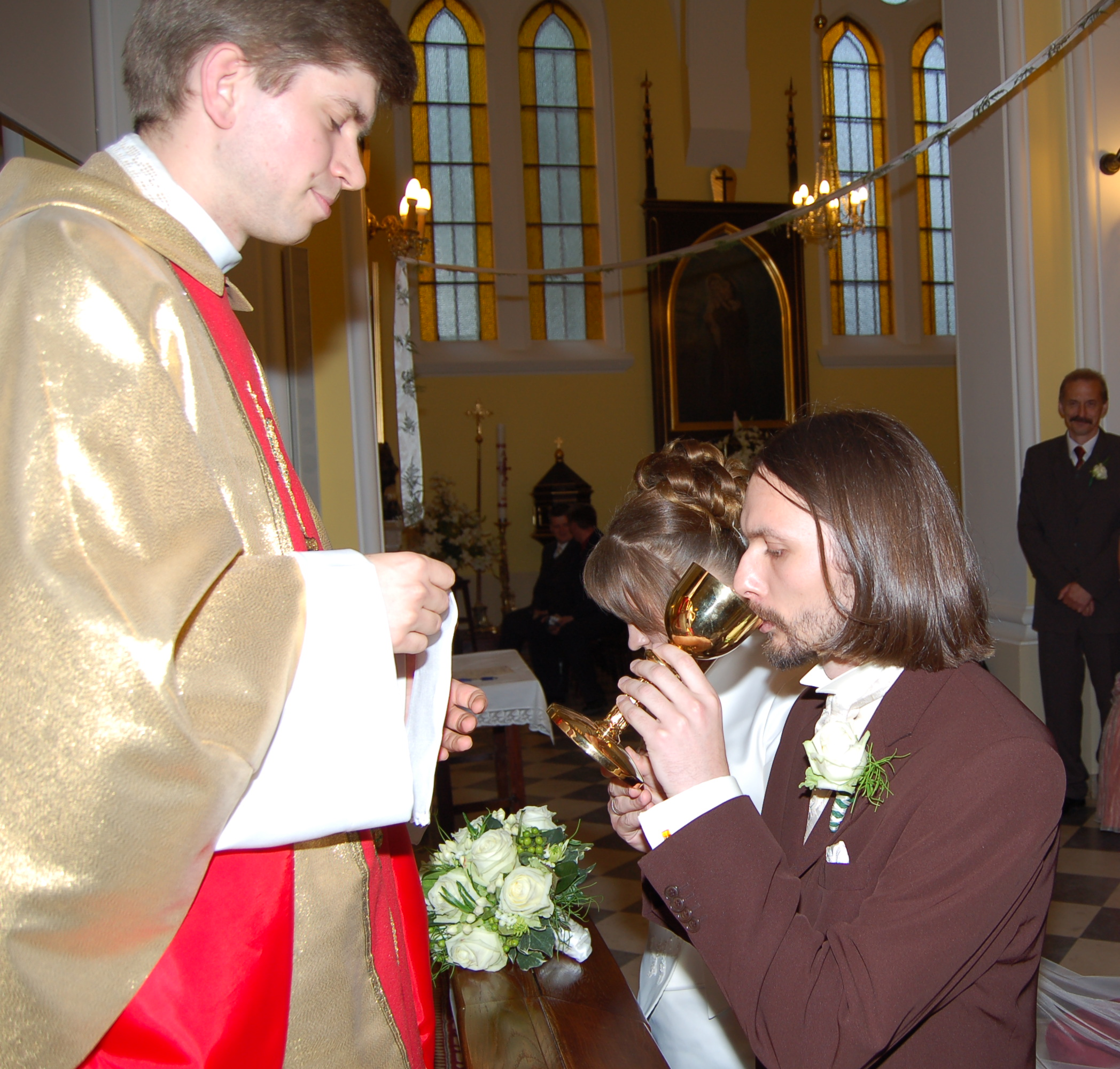
Trauungsmesse mit Spendung der Kelchkommunion

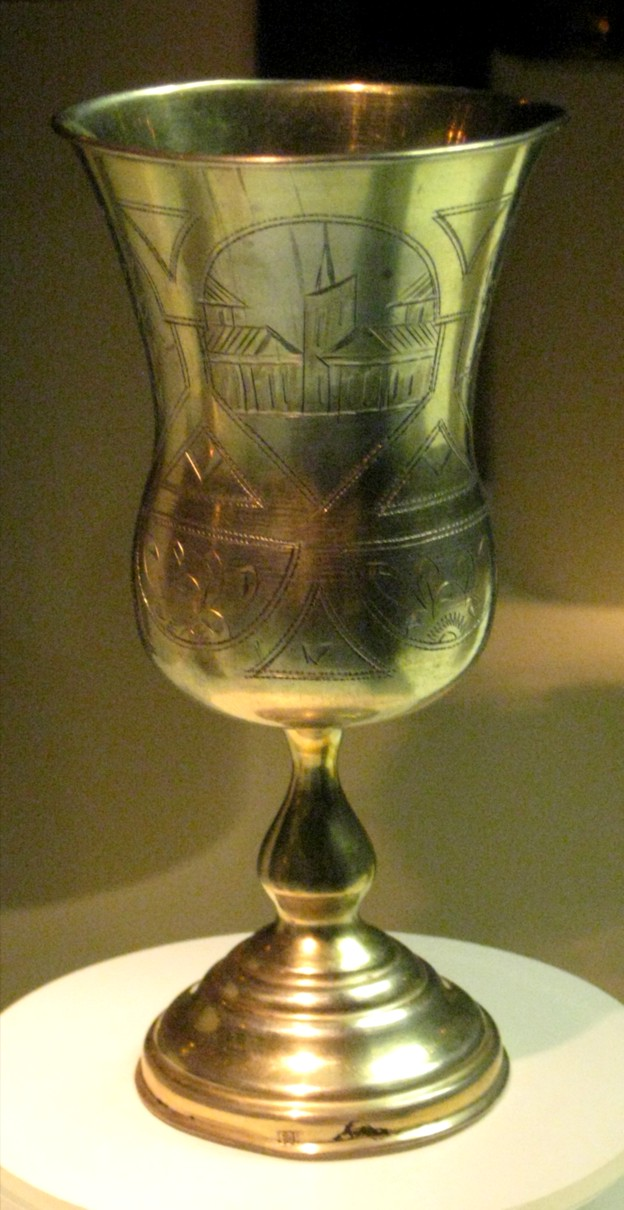
Kidduschbecher für Kiddusch am Schabbat und an den Feiertagen

Eine messianische Bedeutung kommt dem Wein in der jüdischen und christlichen Religion zu. Das traditionelle Kreuz der Georgischen Orthodoxen Kirche geht auf Ursprünge im 4. Jahrhundert zurück und stellt sich in Form einer Weinrebe dar (Weinrebenkreuz).
Die Bibel – wo Noach als der erste Winzer gilt – macht vom Wein reichen symbolischen Gebrauch. Im Buch der Psalmen dient der Wein der Lebensfreude, bei Salomo ist er Arznei für Leidende, aber auch mit Vorsicht zu genießendes Rauschmittel. Das Volk Israel wird mit einem Weinberg verglichen; Jesus beschreibt die Verbindung zu seinen Nachfolgern wie die zwischen Rebstock und Reben. Das Wirken des Heiligen Geistes wird mit gärendem neuen Wein verglichen. Wein kann verführen und auch – als Taumelbecher – den göttlichen Zorn ausdrücken.
Der Wein steht für das Fest. Er lässt den Menschen die Herrlichkeit der Schöpfung spüren.
Im Christentum bildet der Wein im Sakrament der Eucharistie das Element für das Blut Christi. Neben dem Gebrauch von Messwein wurde der Wein in der katholischen Kirche im Mittelalter auch als geweihter Wein vielfältig als Sakramentale verwendet.
In der jüdischen Religion gehört koscherer Wein zu den Ritualen des Kiddusch am Schabbat, des Pessach und der Hochzeit.

### Kunst- und Kulturgeschichte
In der europäischen Kunst- und Kulturgeschichte stellt der Wein einen zentralen Motiv- und Themenkomplex mit verschiedenen Bedeutungsebenen dar. So verbindet die europäische Kultur der festlichen Tafel den Wein als Teil eines gesellschaftlichen repräsentativen Rituals mit dem festlichen Ereignis.
Seit 1981 besteht in Vicenza, Italien, die Internationale Bibliothek La Vigna für Weinkultur.

### Weinbruderschaften und Weinkonvente

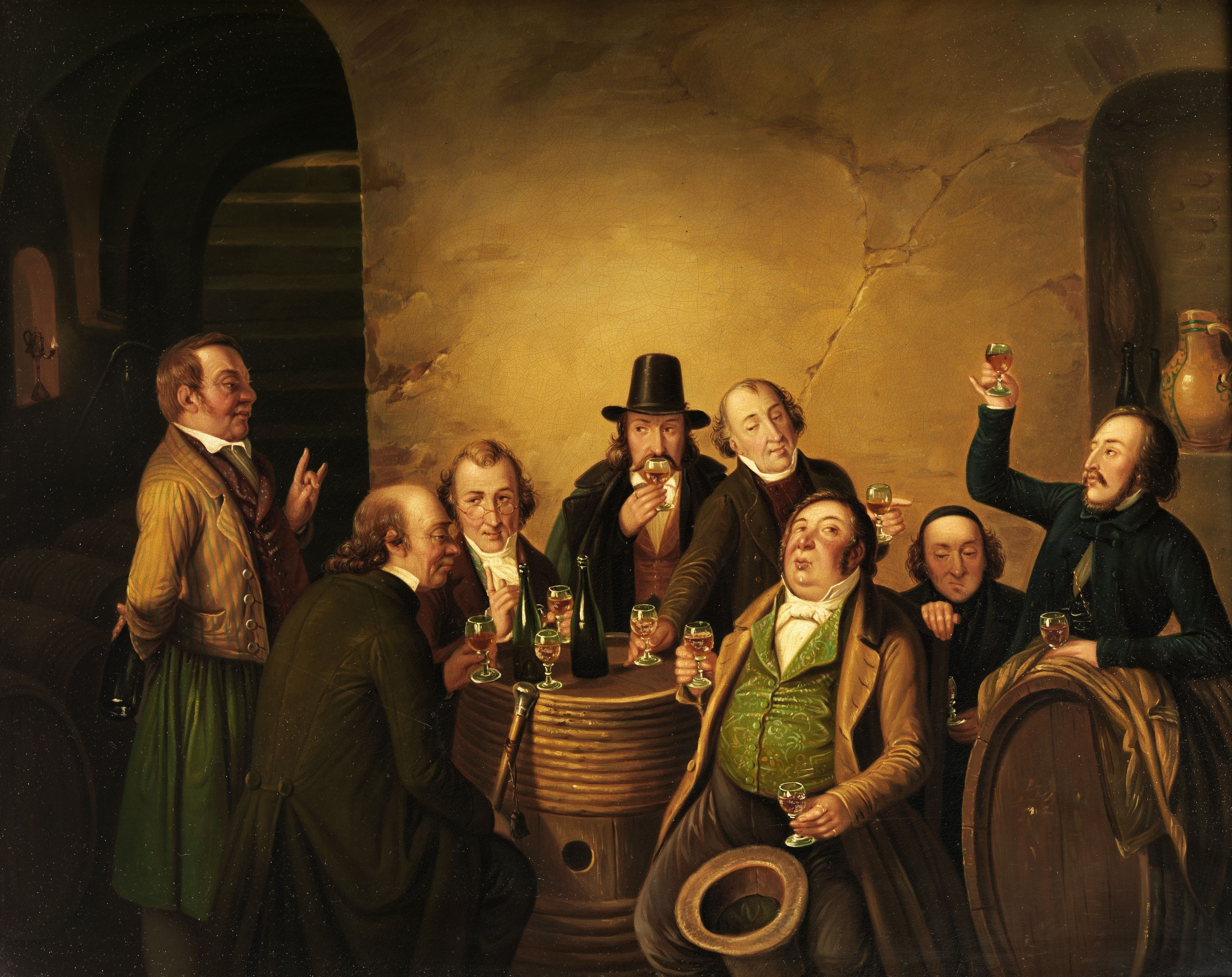
Die Weinprobe, 1843, Gemälde von Johann Peter Hasenclever

#### Geologische Faktoren (Bodentyp)

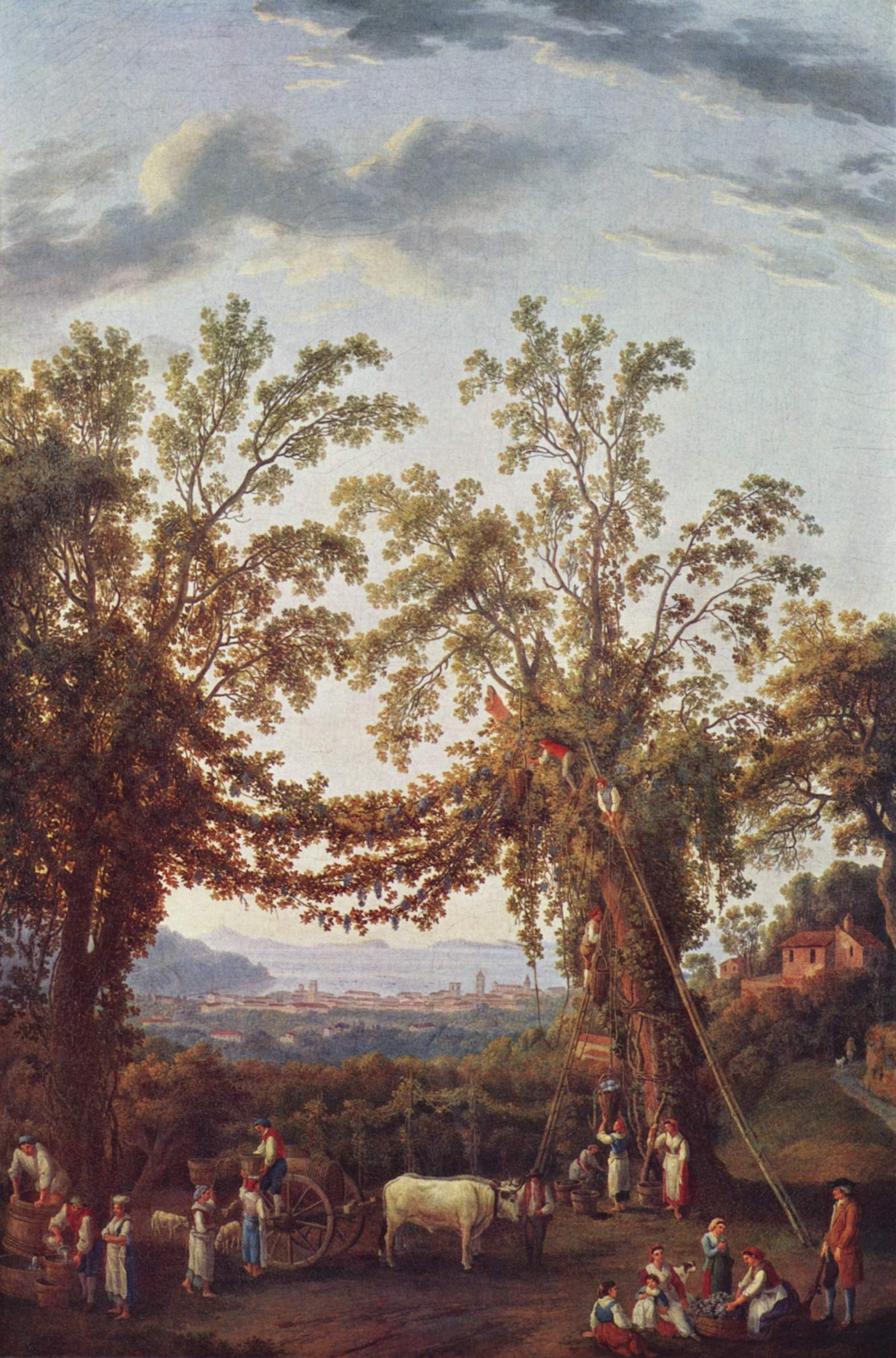
In Italien wurden Reben teilweise noch im 18. Jahrhundert in archaischer Baumerziehung kultiviert. Gemälde von Jacob Philipp Hackert, 1784

### Weinlese

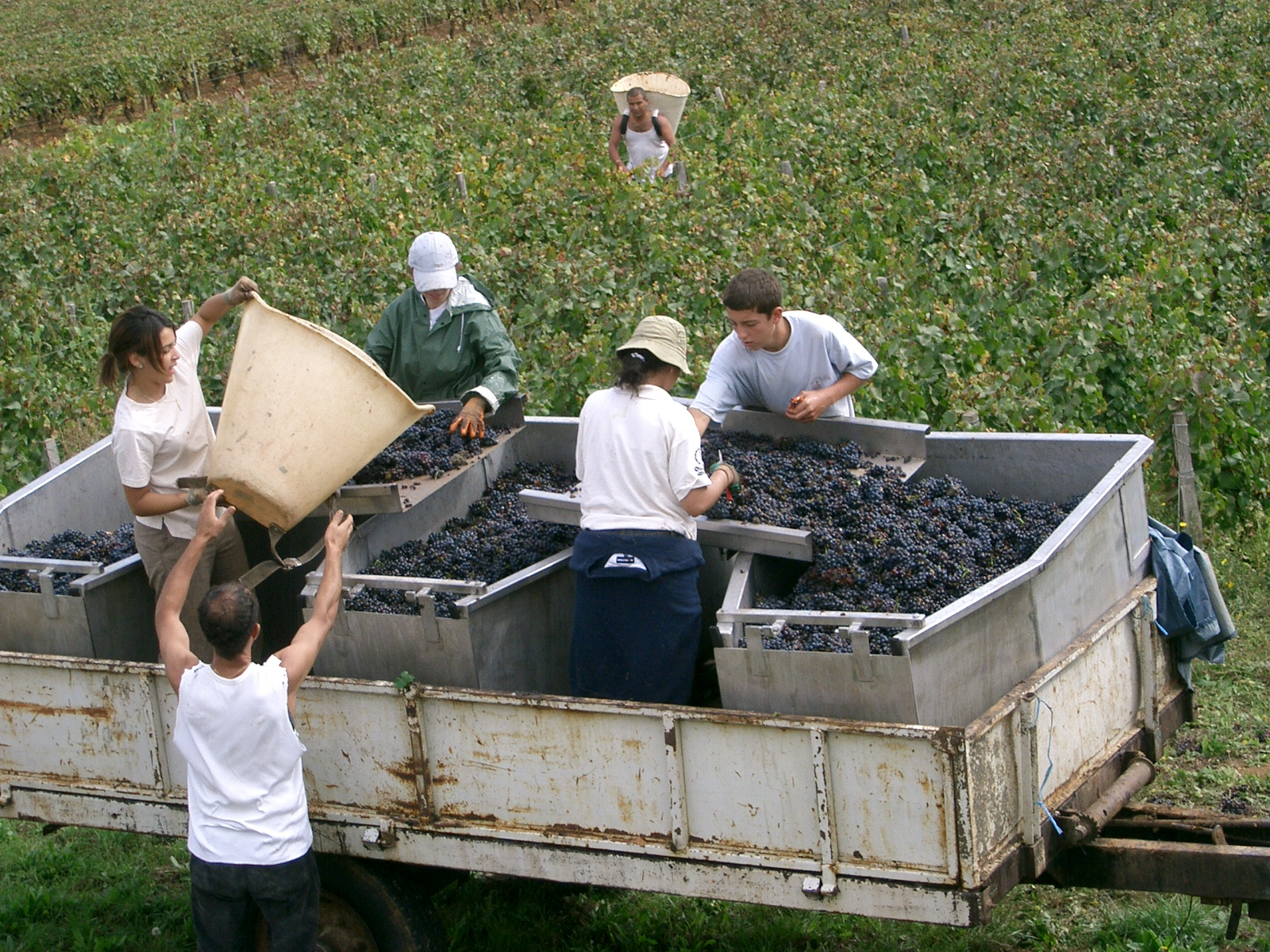
Die in Butten gelesenen Trauben werden am Wagen sortiert und mit den danebenstehenden Transportbehältern in den Keller zur weiteren Verarbeitung gebracht.

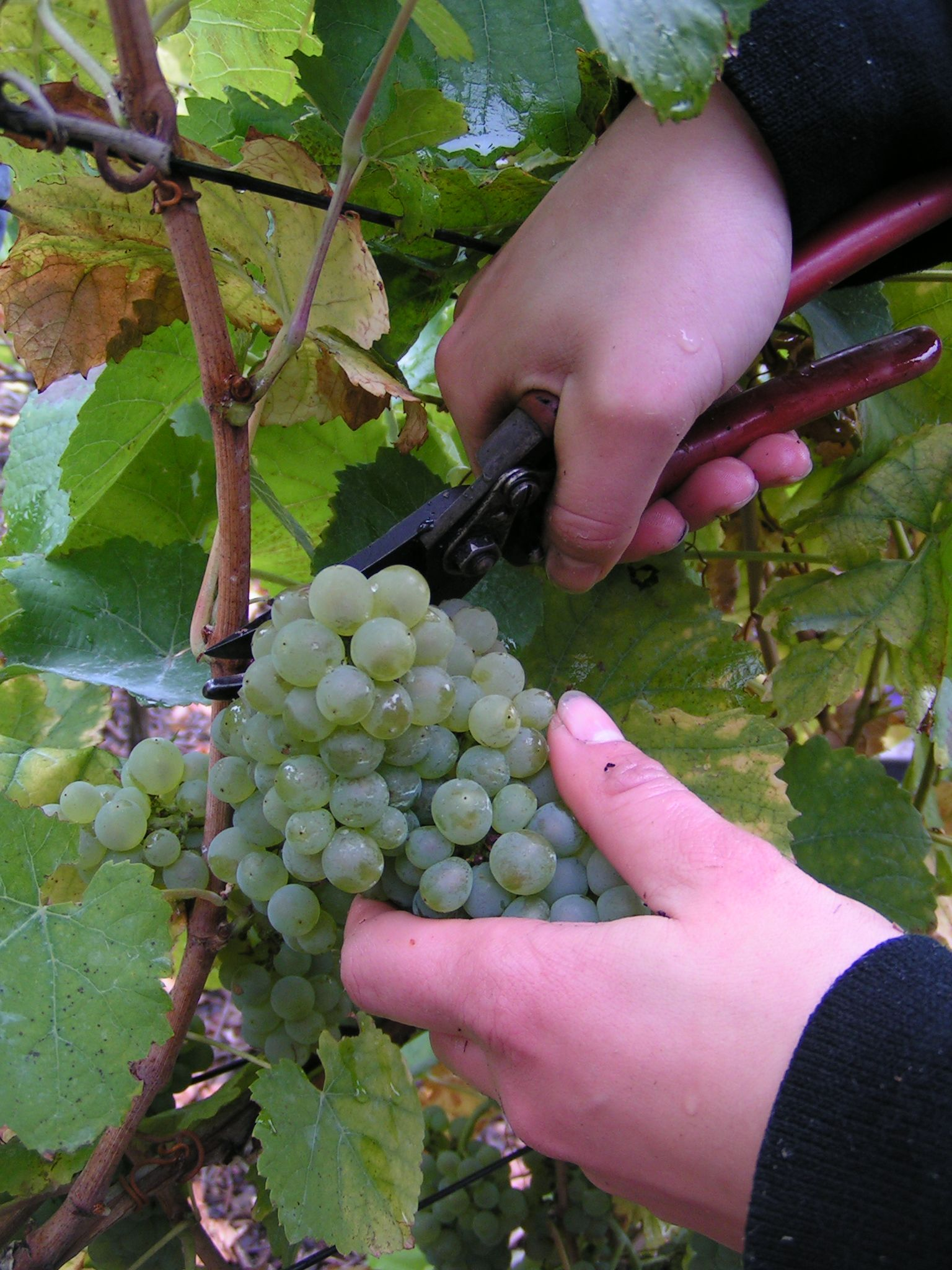
Manuelle Lese

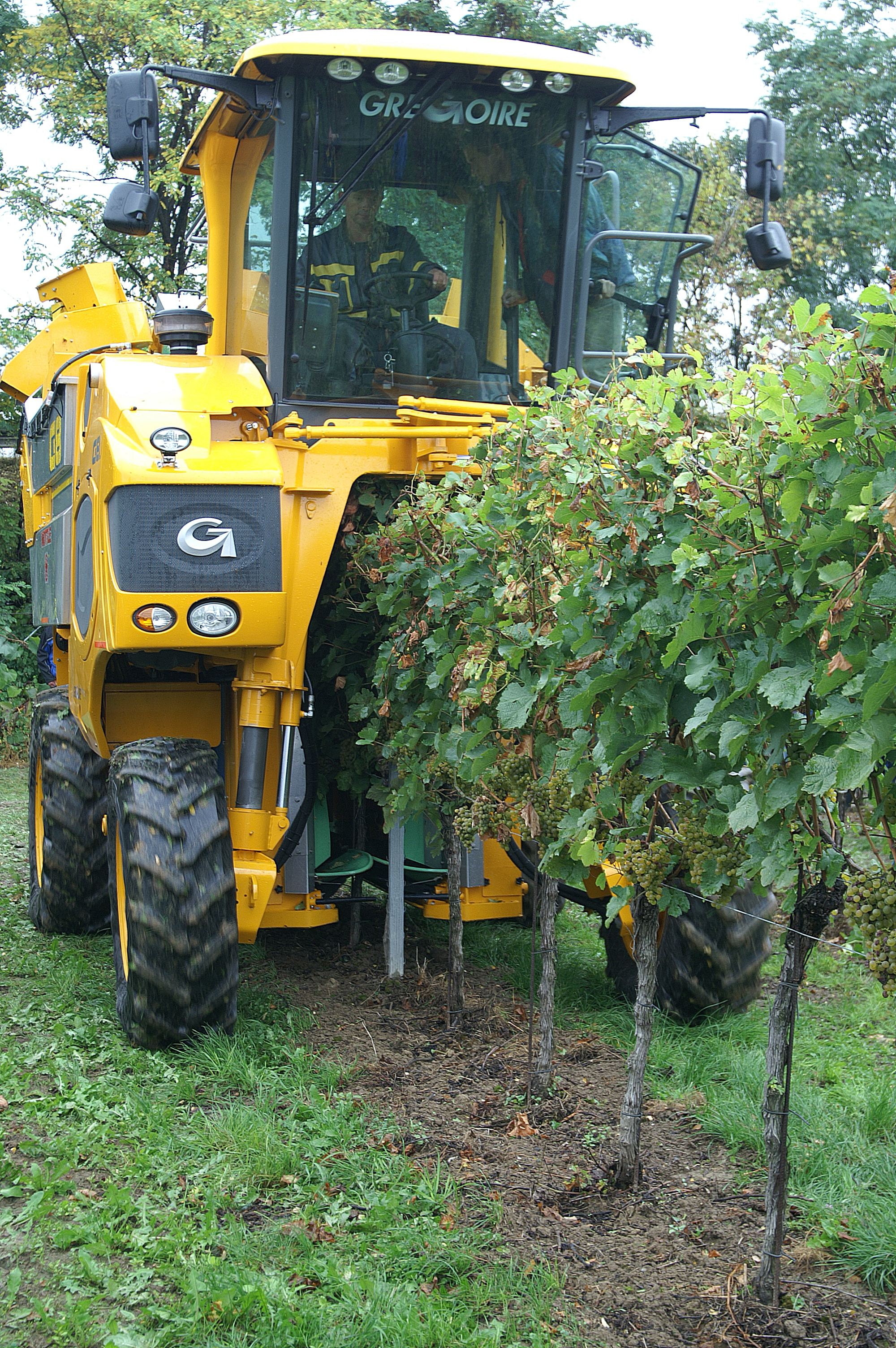
Maschinelle Lese

## Herstellung

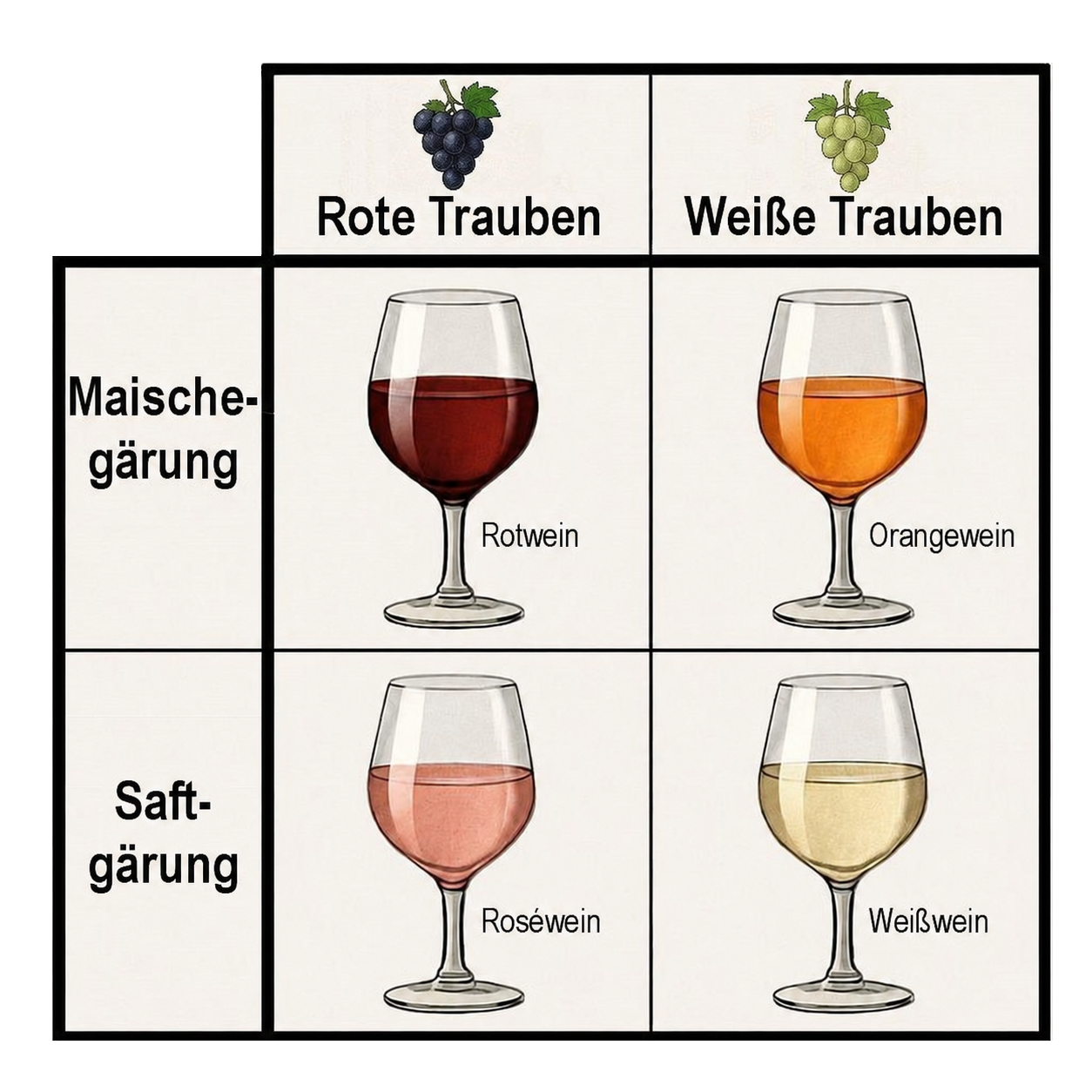
Vereinfachte Darstellung der vier Weinfarben – Rotwein, Orangewein, Roséwein, Weißwein

### Gärung

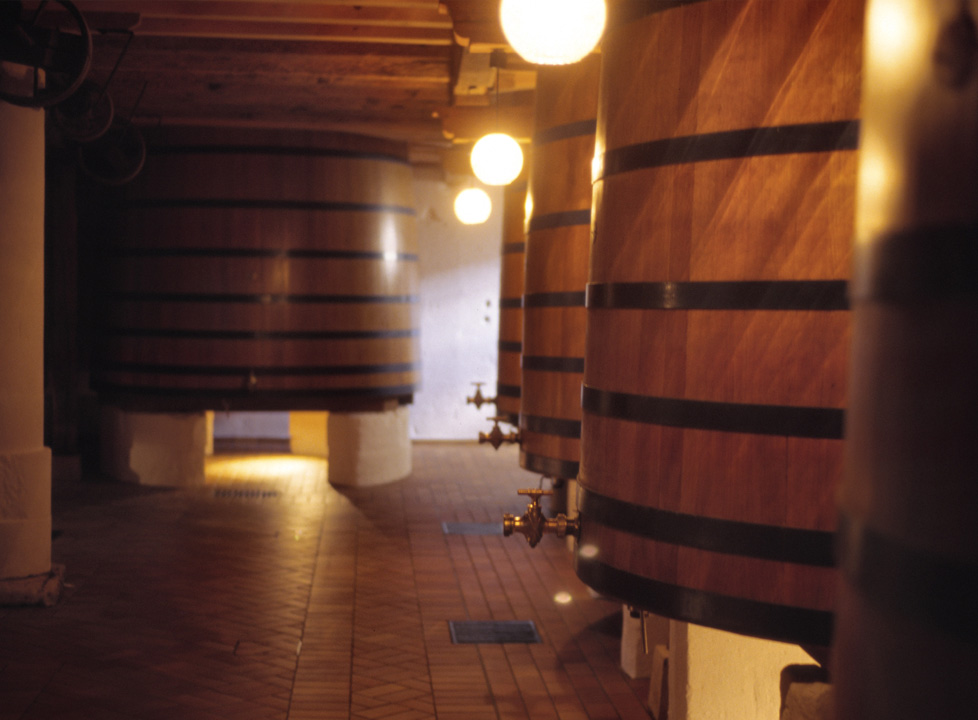
Holzbottiche (franz. cuves) sind traditionelle Gärbehälter bei der Rotweinherstellung.

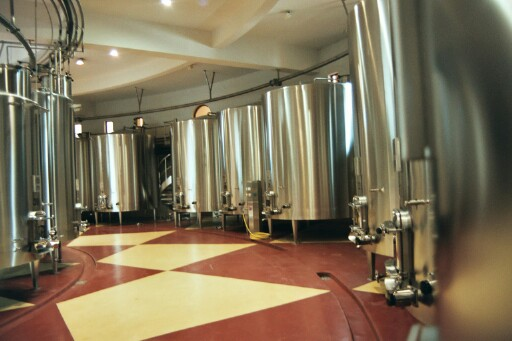
Moderner Gärkeller mit Stahltanks

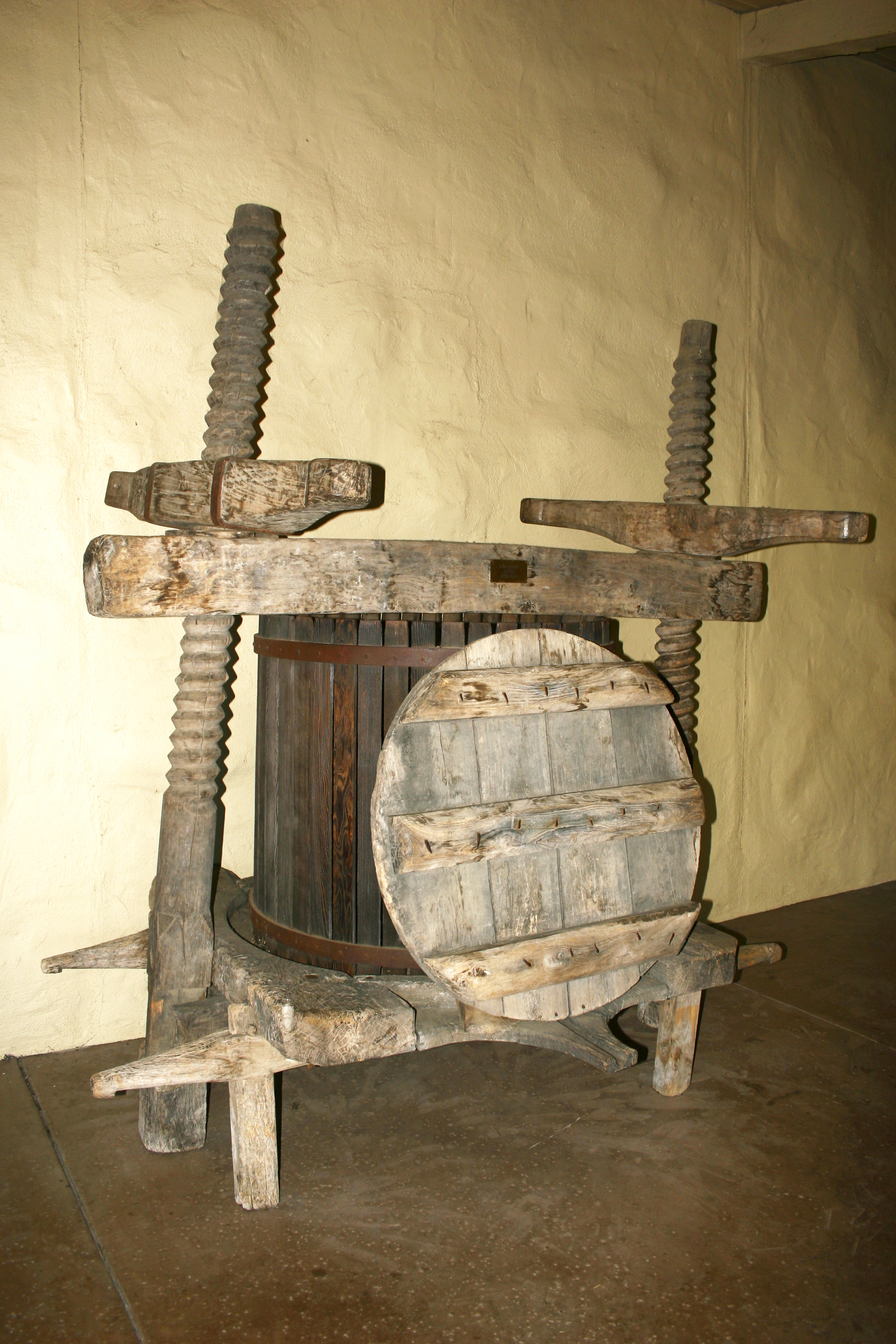
Korbpresse, 16. Jahrhundert; Die Technik ist (modifiziert) zum Teil heute noch verbreitet.

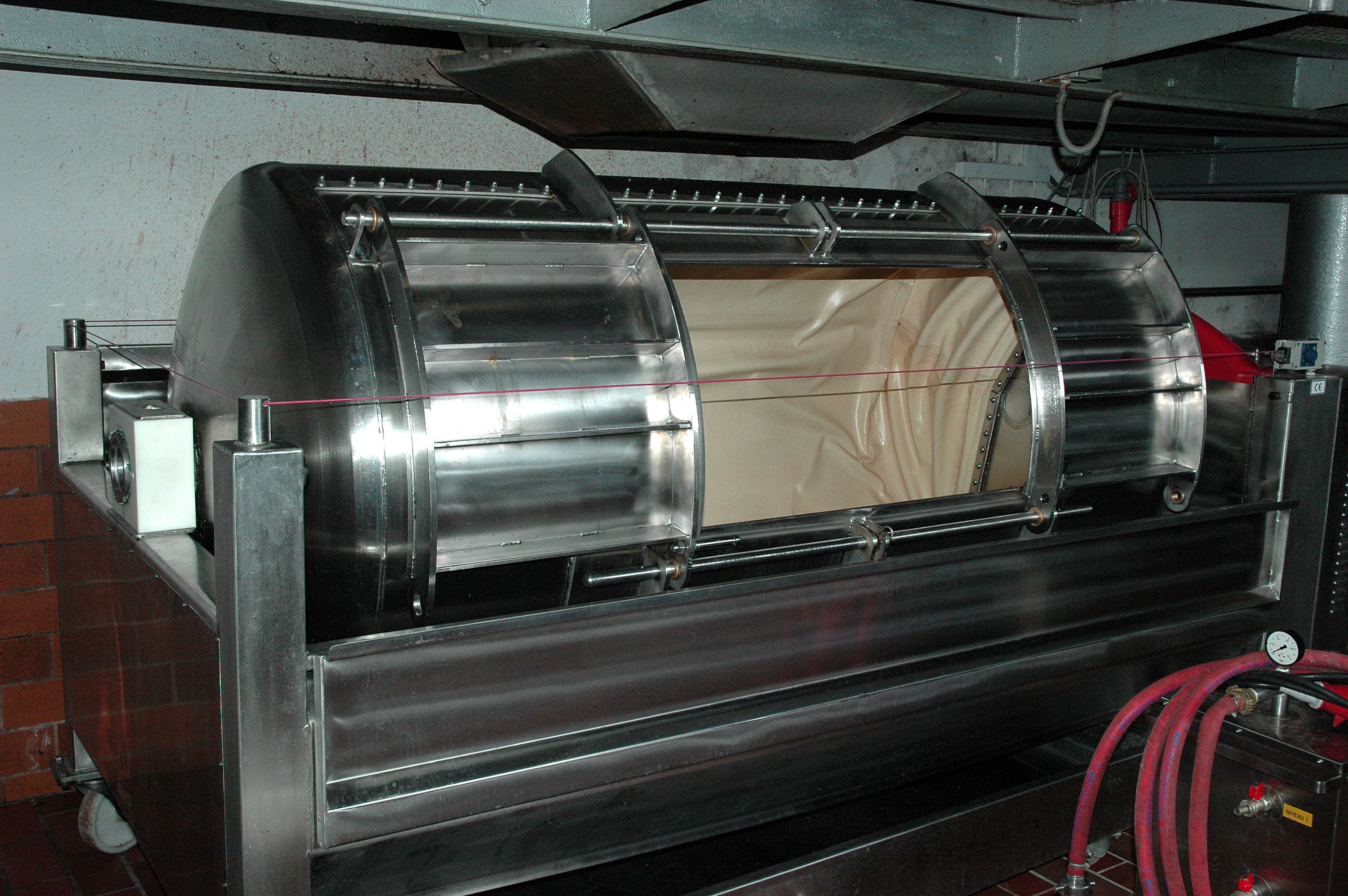
Moderne horizontale Tankpresse zur schonenden Pressung der Maische

### Rotwein

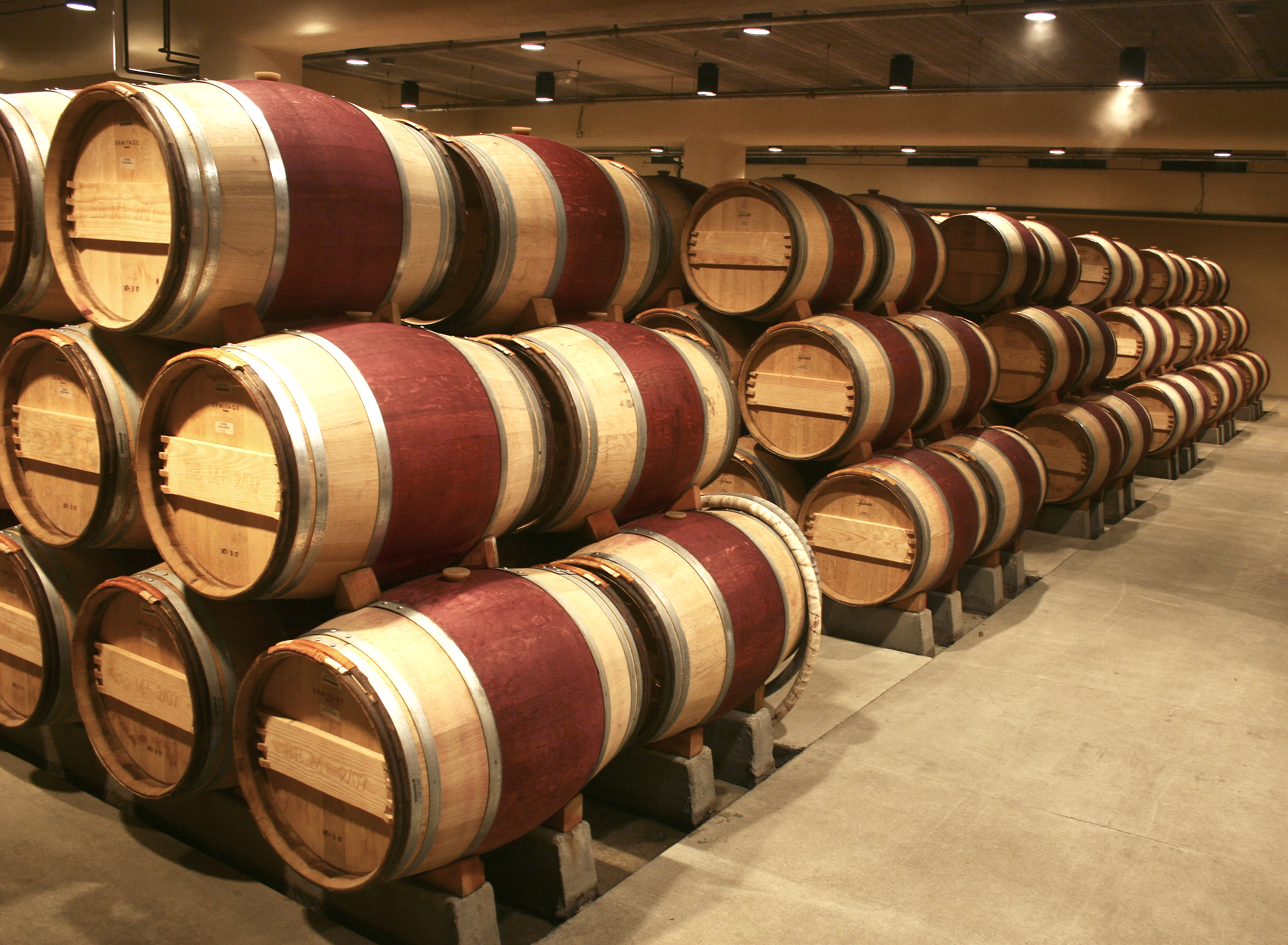
Hochwertiger Rotwein wird auch in Barriques ausgebaut.

### Schaumwein

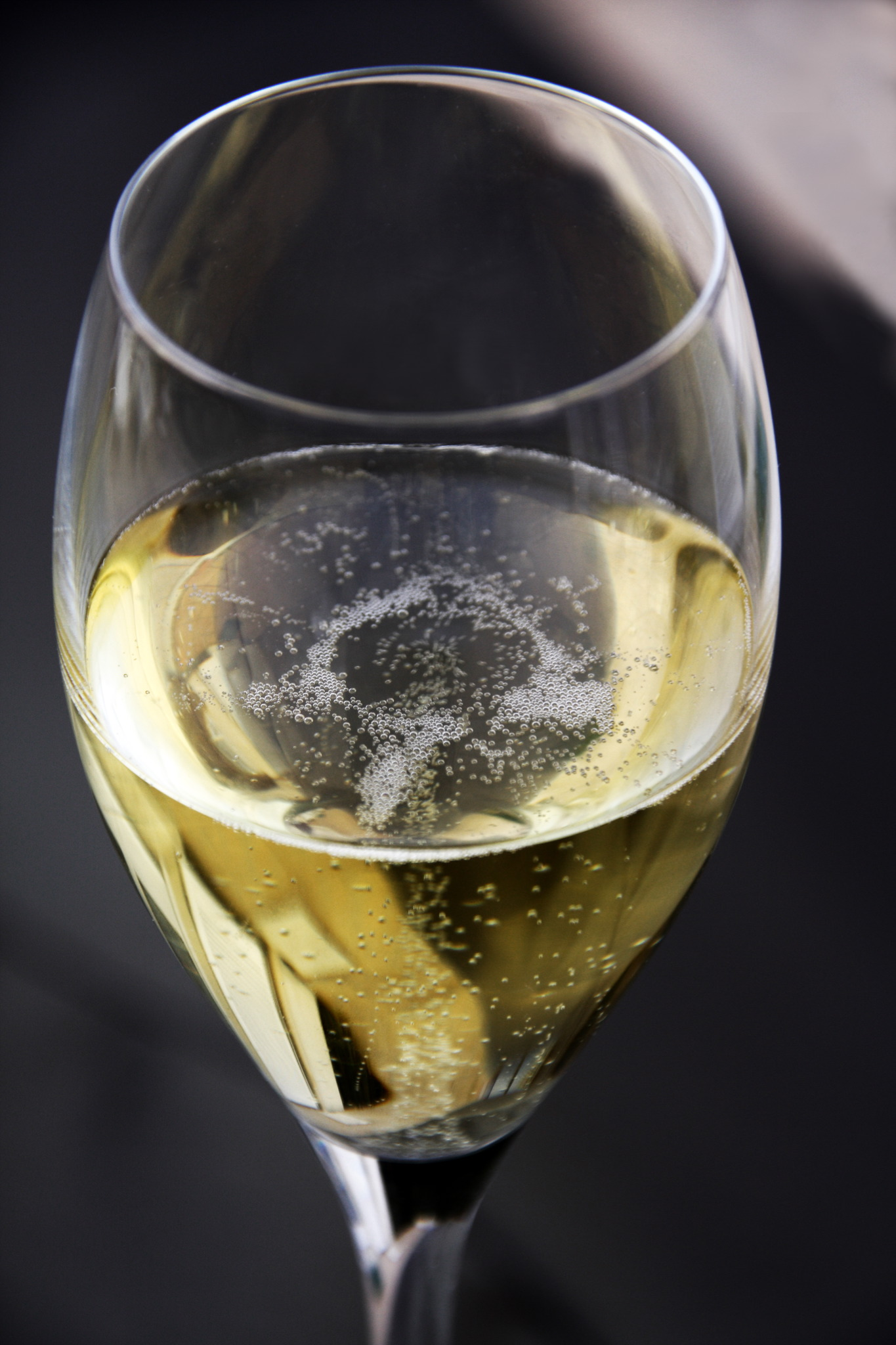
Das Perlen des Schaumweins entsteht durch Freiwerden gelösten Kohlendioxids, dem Resultat der zweiten Gärung.